# Zalizna sotnia
Zalizna sotnia (ukr. Залізна сотня) – ukraińsko-australijski film wojenny z 2003 roku w reżyserii Ołesia Janczuka. Przez niektórych komentatorów w Polsce określany jako antypolski.

## Fabuła
Akcja filmu dzieje się tuż po II wojnie światowej na terenach zamieszkanych przez ludność ukraińską położonych na zachód od linii Curzona, które znalazły się w granicach powojennej Polski (tzw. Zakerzonie). Sotnia UPA pod dowództwem Mychajło Dudy ps. „Hromenko”, zwana „żelazną”, walczy z Armią Czerwoną, Ludowym Wojskiem Polskim i jednocześnie z polską partyzantką antykomunistyczną, próbując zapobiec wysiedleniom ludności ukraińskiej do ZSRR. Wielu członków sotni ginie podczas walk. Film kończy się odejściem oddziału do Bawarii w 1947 roku.

## Obsada
- Mykoła Bokłan – Mychajło Duda ps. „Hromenko”
- Ołeh Prymohenow – Sowa
- Ihor Pisnyj – Czumak
- Ołeksij Zubkow – Pawuk
- Wiaczesław Wasyljuk – Kogut
- Dmytro Tereszczuk – Misza
- Kateryna Kisteń – Ksenia
- Ołesja Żurakowska – Katrusja
- Taras Postnikow – Łahidnyj
- Taras Żyrko – ks. Kadyło
- Iwan Hawryljuk – Ren
- Ołeh Dracz – Barc
- Jarosław Muka – Szuwar
- Jewhen Nyszczuk – Zorjan
- Irma Witowska – Stefa
- Iryna Bardakowa
- Andrij Sneżko
- Heorhij Morozjuk

## Plenery
- obwód iwanofrankiwski